# Kwaibadis
Kwaibadis (Badis khwae) är en fiskart som beskrevs av Kullander och Ralf Britz 2002. Kwaibadis ingår i släktet Badis och familjen Badidae. IUCN kategoriserar arten globalt som livskraftig. Inga underarter finns listade i Catalogue of Life.